# Vincent Hancock
Vincent Charles Hancock, född 19 mars 1989 i Port Charlotte i Florida, är en amerikansk sportskytt.
Hancock blev olympisk guldmedaljör i skeet vid sommarspelen 2008 i Peking, sommarspelen 2012 i London, sommarspelen 2020 i Tokyo och sommarspelen 2024 i Paris.